# 御用紙
御用紙（ごようし）とは、近世の日本において、宮中・幕府・諸藩・寺社などの命令を受けて独占的に製造・納入された高級和紙のこと。
室町幕府以来檀紙を作ってきた備中国広瀬（現在の岡山県高梁市）の柳井家をはじめ、土佐国成山（現在の高知県いの町）、越前国五箇（現在の福井県越前市）、甲斐国市川大門（現在の山梨県市川三郷町）、肥後国八代（現在の熊本県八代市）などの紙が御用紙の産地として知られていた。近現代においては伊勢和紙などがある。